# Campeonato Panamericano de Béisbol Sub-14 de 2007
El Campeonato Panamericano de Béisbol Sub-14 de 2007 con categoría Juvenil A, se disputó en San Juan, Puerto Rico del 24 de agosto al 2 de septiembre de 2007. El oro se lo llevó Estados Unidos por primera vez.

## Equipos participantes
- Aruba
- Brasil
- Estados Unidos
- Guatemala
- Puerto Rico
- República Dominicana
- Venezuela

## Resultados
| Posición | Selección            |
| -------- | -------------------- |
|          | Estados Unidos       |
|          | Venezuela            |
|          | Puerto Rico          |
| 4°       | Brasil               |
| 5°       | Aruba                |
| 6°       | República Dominicana |
| 7°       | Guatemala            |